# Emmastad
Emmastad is een wijk van Willemstad op Curaçao.
De woonwijk ligt in het midden van Curaçao, ongeveer vijf kilometer ten noorden van het Schottegat. De eerste huizen werden er gebouwd in de jaren vijftig, nadat de eerste uitbreidingswijk Julianadorp vol was. Samen met Julianadorp waren dit aanvankelijk de woonlocaties waarin de directie en het hogere personeel van de raffinaderij van Shell gehuisvest werd.
Emmastad bevindt zich op de voormalige plantage Groot Kwartier die in 1694 werd gesticht.:10 In 1915 werd de plantage samen met Asiento door Shell gekocht. In 1929 kreeg het gebied de naam Emmastad. In de jaren 1960 begon Shell de huizen aan particulieren te verkopen, en werd de rassensegregatie opgegeven. Emmastad is administratief onderdeel van Grote Kwartier.